# RARRES2
RARRES2 (англ. Retinoic acid receptor responder 2) – білок, який кодується однойменним геном, розташованим у людей на короткому плечі 7-ї хромосоми. Довжина поліпептидного ланцюга білка становить 163 амінокислот, а молекулярна маса — 18 618.
| 10         |  | 20         |  | 30         |  | 40         |  | 50         |
| ---------- |  | ---------- |  | ---------- |  | ---------- |  | ---------- |
| MRRLLIPLAL |  | WLGAVGVGVA |  | ELTEAQRRGL |  | QVALEEFHKH |  | PPVQWAFQET |
| SVESAVDTPF |  | PAGIFVRLEF |  | KLQQTSCRKR |  | DWKKPECKVR |  | PNGRKRKCLA |
| CIKLGSEDKV |  | LGRLVHCPIE |  | TQVLREAEEH |  | QETQCLRVQR |  | AGEDPHSFYF |
| PGQFAFSKAL |  | PRS        |  |            |  |            |  |            |

A: Аланін

C: Цистеїн

D: Аспарагінова кислота

E: Глутамінова кислота

F: Фенілаланін

G: Гліцин

H: Гістидин

I: Ізолейцин

K: Лізин

L: Лейцин

M: Метіонін

N: Аспарагін

P: Пролін

Q: Глутамін

R: Аргінін

S: Серин

T: Треонін

V: Валін

W: Триптофан

Задіяний у таких біологічних процесах, як запальна відповідь, хемотаксис, диференціація клітин. 
Секретований назовні.